# Новосильский, Михаил Павлович
Михаил Павлович Новосильский (1835(?), Тверская губерния — 1913) — российский контр-адмирал.
Из дворян Тверской губернии.

## Морская служба
Родился в семье отставного морского офицера Павла Новосильского. Из дворян Тверской губернии. 26 февраля 1849 года зачислен в Морской кадетский корпус и 18 августа 1850 года был произведен в чин гардемарина. В 1852 году на кораблях «Фершампенуаз» и «Сысой Великий», корвете «Князь Варшавский» совершил учебную компанию, по окончании которой 13 августа был произведён в чин мичмана с переводом в Черноморский флот.
В 1853 году в чине мичмана на линейном корабле «Париж» участвовал в Синопском сражении и за отличие 18 декабря того же года был произведен в чин лейтенанта со старшинством со дня совершения подвига.
В 1854—1855 годах участвовал в обороне Севастополя.
В 1855—1860 годах на корвете «Гридень» совершил плавание в Тихий океан и 17 октября 1860 года был произведен в чин капитан-лейтенанта. 12 февраля 1861 года назначен старшим офицером 130-пуш. парусно-винтового корабля «Синоп».
В 1863—1876 годах плавал в Балтийском море, командуя винтовой шхуной «Веха» (1863), броненосной лодкой «Колдун» (1864—1865) и броненосным фрегатом «Адмирал Лазарев» (1871—1876). 27 марта 1866 года был произведен в чин капитана 2-го ранга, а 1 января 1871 года — в чин капитана 1-го ранга.

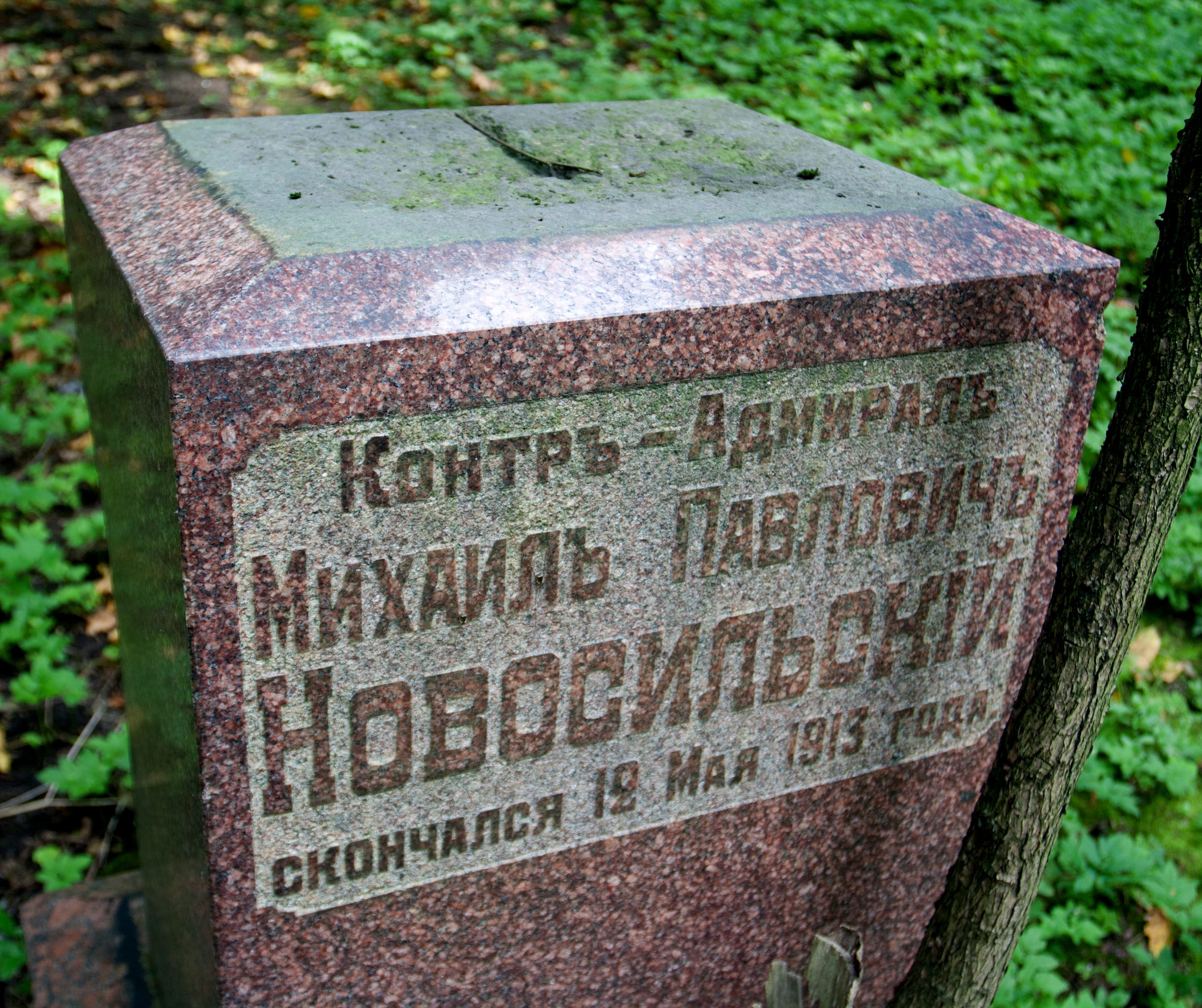
Могила М. П. Новосильского на Новодевичьем кладбище

8 ноября 1876 года был назначен состоять при главнокомандующем Дунайской армией великом князе Николае Николаевиче и в 1877—1878 годах участвовал в Русско-турецкой войне.
11 августа 1877 года награждён орденом Святого Георгия IV класса, а 1 января 1879 года пожалован во флигель-адъютанты.
30 августа 1882 года был произведён в контр-адмиралы и назначен командиром 3-го флотского экипажа.
Скончался 12 мая 1913 г., похоронен 15 мая на кладбище Воскресенского Новодевичьего монастыря.

## Семья
Жена: Ольга Романовна, урождённая Фурман, дочь тайного советника (14 марта 1839 — 24 марта 1919, Петроград).

## Память
В честь лейтенанта Михаила Павловича Новосильского назван мыс Новосильского (Понсуджэчи), Тихий океан, Японское море, Корейский полуостров. 40° с. ш., 128° 09' в. д. Обследован в 1886 году экспедицией с клипера «Крейсер», которая проводила гидрографические работы у берегов Кореи.